# Che ti dice la patria?
„Che ti dice la patria?” (în engleză Che Ti Dice La Patria?) este o povestire din 1927 a scriitorului american Ernest Hemingway.